# ウズベキスタンの経済
本項目では、ウズベキスタンの経済について記述する。

## 概要
独立後、ウズベキスタン政府は市場経済への緩やかな移行を行なっていくと述べた。経済政策改革の進化は遅々たるものではあるが、ウズベキスタンは実績を積み重ねている。政府は国内通貨の兌換制導入に成功したものの、まだ闇市と公式為替レートの差を埋めることができていない。限定的な貿易体制と広く適用される介入政策は経済に負の影響を与え続けており、特に外国の投資家のための投資状況の改善、銀行システムの強化、農業部門における政府の監督からの解放などの分野において実質的な構造改革が必要とされる。通貨換金の際の制限や厳しい輸入制限の実行を含む経済活動を制御するための他の政府の指標は依然として残っており、カザフスタン、キルギス、タジキスタンなどの隣国との国境がしばしば閉鎖されることによって、国際金融機関からの信用の低下等を招いている。
IMFと密接な関係を保つことで、政府はインフレと財政赤字からの回復にかなりの進歩を見せている。2003年、国内通貨はIMFが立案した安定プログラムの一部としていくつかの行政上の制限はあるものの変更可能になった。農業と製造業は経済に等しく貢献しており、それぞれGDPの約4分の1を占めている。ウズベキスタンは綿花の主要生産輸出国であるが、この品目の重要性は独立以降急激に低下している。ウズベキスタンは金の生産量も多く、世界最大の露天掘り金鉱がある。ウズベキスタンでは他にも石炭、貴金属、天然ガス、石油など様々な資源の採掘が行われている。

## GDPと雇用
以下の図は国際通貨基金試算によるウズベキスタンの国内総生産 (GDP) の変化を表したものである。図表においては消費者物価指数(CPI) とウズベキスタン中央銀行のデータによる年度末の米ドルとの換金レートをインフレの指標として用いている。2006年の購買力平価によると、米ドルとの換金レートは340スムである。
| 年度 | GDP (単位:百万スム) | 米ドルとの換金率 | CPI (2000=100) |
| ---- | ------------------- | ---------------- | -------------- |
| 1992 | 330,042             | 1スム            | 0.07           |
| 1995 | 302,790             | 36スム           | 20             |
| 2000 | 356,325             | 325スム          | 100            |
| 2003 | 402,361             | 980スム          | 166            |
| 2006 | 497,525             | 1,240スム        | 226            |

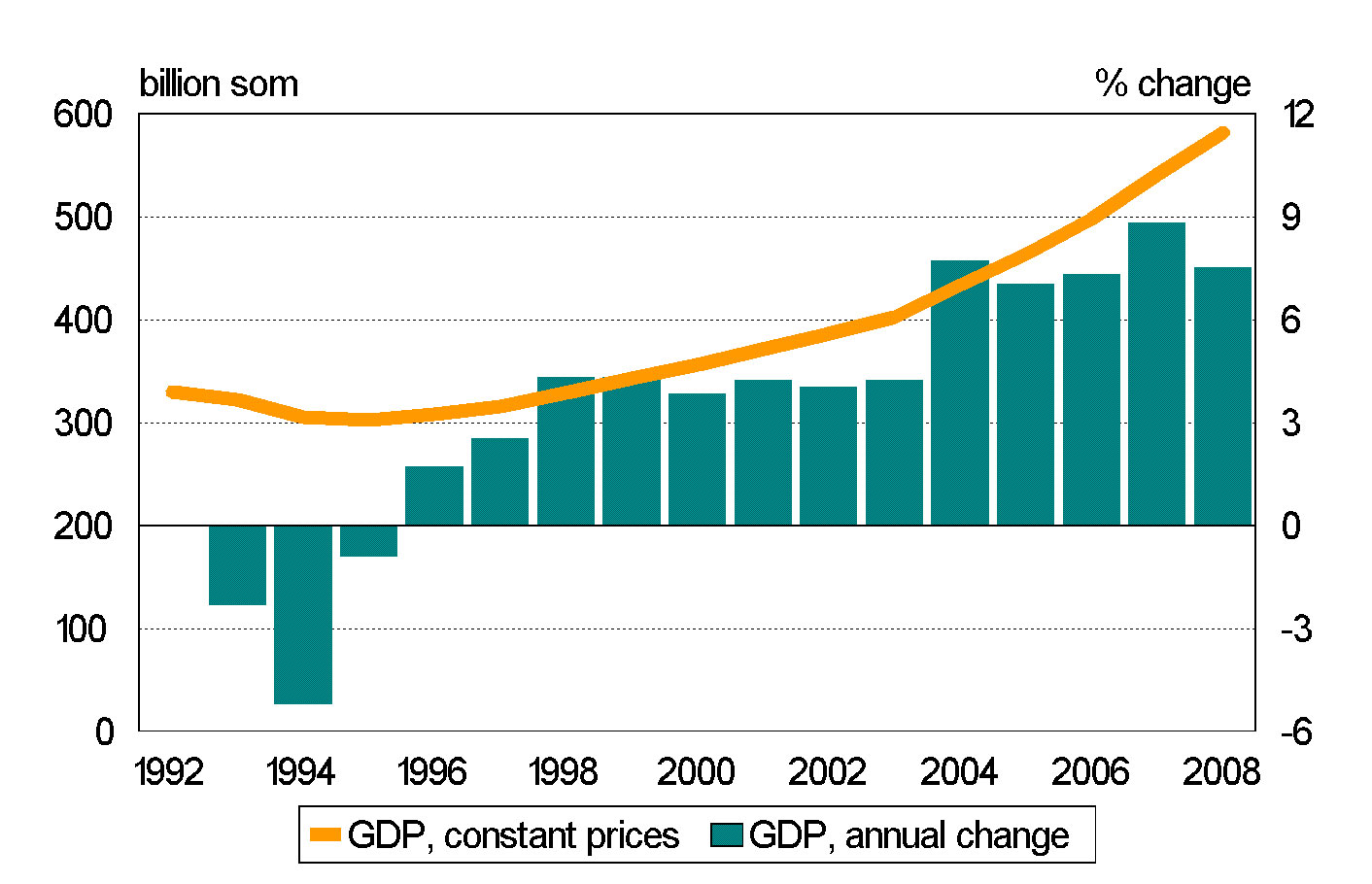
ウズベキスタン:1992-2008年の消費者物価指数に見るGDP成長

ウズベキスタンのGDPは他のCIS諸国と同様、市場経済への移行初年度は減少したが、政策の累積的な影響が効果を発揮したことで1995年以降は回復している。成長率は堅調に推移しており、1998年から2003年の間で年間4%、その後年間7 - 8%へと増加した。2011年、成長率は9%に増加した。
経済成長により、雇用者の人口は1995年の850万人から2011年には1350万人へと増加した。労働力の約25%の増加は同時期のGDPの増加に比して小さい (64%, 図を参照)。これは労働生産性の急激な増加を示唆している。政府公式見解によれば、失業率は非常に低い。2005-06年時点において、失業による就職希望者は3万人以下とされている (全労働者人口の0.3%)。しかし、実際の失業率は高いと考えられている。特に農業分野でその傾向は顕著であり、失業率は全体の28%と見積もられている。彼らの多くはわずかな収入のためパートタイムで労働を行なっている。しかし、信頼出来る労働調査報告書がないため、正確な数字は得られていない。
最低賃金と公務員の賃金、そして年金は基礎収入がインフレにより影響を受けていないことを示すように1年に2回ずつ上昇している。ウズベキスタンの平均賃金に関する統計は公表されていないものの、平均賃金の代わりとなる年金の額は1995年から2006年までの間にスムベースと米ドルベースの両方において急激に増加した。年金の月額は1995年から2006年までの間に、CPI調整されたスムにして約5倍にまで増加した。米ドルベースの年金額は2000年まで20 - 25米ドル付近を推移した後、 2001年から2004年にかけて15 - 20米ドルに下落、現在は64米ドルに回復している。最低賃金は2011年11月に34.31米ドルへと上昇した。国内の平均賃金が毎月の年金額の約3 - 4倍であると仮定すると、2006年の平均賃金は月100 - 250米ドル、日給にして3 - 8米ドルであると試算される。
アジア開発銀行の予想によると、2009年のウズベキスタンのGDPは成長率7%が期待され、2010年のウズベキスタンのGDP成長率は6,5%と予想されている。

## 労働
ウズベキスタンの識字率はほぼ100%であり、一般に労働者は自身の就く職業分野に関してよく教育、訓練されている。ウズベキスタン国内の技術訓練や経営訓練は国際的なビジネススタンダードを満たしていないが、外資系の製造業企業によれば、現地で採用する労働者は習得が早く、仕事も効率的であるという。政府は外国で教育を受けることの重視している。毎年約50人が学位取得を目的としてアメリカ合衆国、ヨーロッパ、日本へと留学に送り出されている。留学生は学位の取得後、政府での5年間の服務を義務付けられているが、約60%の学生が大学の課程を修了すると外国企業に就職しているとの報告がある。アメリカ合衆国の企業の中には、現地で採用する労働者に対し、アメリカ合衆国内での特別訓練プログラムを提供している会社もある。
また、ウズベキスタンは西洋のスタイルを取り入れたウェストミンスター国際大学タシュケント校の学生に対し研究助成金を出している。2002年、政府「イステダード (Istedod)」財団 (旧ウミド財団) はウェストミンスター国際大学タシュケント校で学ぶ155人の学生の内98人に対し奨学金を支給している。翌年度、ウェストミンスター国際大学は360名の学生の入学と、160名の学生に対する奨学金の支払いを見込んでいる。ウェストミンスター国際大学の学費は年間5,200米ドルである。2008年、シンガポール経営開発研究所タシュケント校 (Management Development Institute of Singapore at Tashkent, MDIST) が設立された。同大学は質の高い教育による国際学位課程を提供しており、2012年現在の学費は年間5,000米ドルとなっている。
2009年、トリノ工科大学タシュケント校が開校した。これは工業など産業に特化した質の高い教育を提供する中央アジア唯一の大学である。
外資系企業の多くが規模の縮小や閉鎖を行なっているため、質の高い従業員の確保は比較的容易であり、西洋と比べて賃金は非常に低い水準にある。政府が賃金の額に上限を設けているため、外資系企業が賃金を上げたくても上げられない要因となっている。ウズベキスタンの労働市場における法令は旧ソビエト連邦のものと似ており、すべての権利は保証されているが、遵守されていないものもある。失業問題が深刻化しており、ロシアやカザフスタン、東南アジアなどの外地で職を求める者が年々増加している。ウズベキスタン労働省は国外で就労しているウズベキスタン市民に関する情報を公開していないが、ロシア連邦移民局の報告によれば250万人のウズベキスタン人労働者がロシア国内で就労している。また、カザフスタンでは100万人及ぶウズベキスタン移民の不法労働者が存在するという報告がある。従って、ウズベキスタンの移民労働者は約350 - 400万人であり、これは全労働者人口1480万人の約25%に当たる驚異的な数字となっている。アメリカ合衆国国務省は労働年齢にある300 - 500万人のウズベキスタン市民がウズベキスタンの国外に居住していると試算している。

## 価格と金融政策
ウズベキスタンは独立後すぐの1992年から1994年にかけて、年間約1000%の急激なインフレーションを経験した。ウズベキスタンにおける最初の通貨交換はソビエト連邦時代に使用された「概念上の」ルーブルであり、後継の暫定通貨として「旧スム」が1993年11月に導入され、ルーブルと同価値として換金された。1992年初めには1米ドル=100ルーブルだったが、1994年4月半ばには1米ドル=3627ルーブル（もしくは旧スム）にまで価値が下落した。1994年7月1日、「旧スム」は1000スム当り1新スムで交換され、新しい国内通貨の変換レートは当初1米ドル=7新スムに設定されたため、1994年4月半ばから半分の価値となった。1994年の7月から12月において国内通貨が1米ドル=25スムになった。その後もさらに急速にインフレが進み、2002年12月まで換金レートは1米ドル=969スムとなり、独立宣言直後の換金レートと比較して約138分の1にまで下落した。この時点を境に政府の通貨安定化プログラムが功を奏して実際のスムの減価償却は止まり、同時にインフレ率も大幅に減少した。続く4年間 (2003–2007) でスムの対米ドル換金レートは1.33倍に増加し、2012年5月時点では約1865スムにまで価値が下落している。
1996年から2003年春まで、公式、そして通称として用いられてきた（中央銀行により管理が行われている）「商業用」為替レートはかなりの過大評価となっていた。多くの企業や個人は法的には「低い」為替レートでドルを始めとする各国の通貨を買う事ができず、このために為替の闇市場が広く発達している。公式レートと闇市場のレートの差は特に1998年8月のロシア経済危機後に大きく広がり、1999年の終わりには公式レートの1米ドル=140スムに対し、闇市場のレートは1米ドル=550スムとなり、約4倍の開きが出ることになった（1997 - 1998年前半時点では2倍）。2003年半ばまでに、政府の安定自由化の努力によって闇市場と公式、そして商業為替レートのギャップは約8%にまで減少し、2003年10月以降スムの兌換性によりこのギャップは急速になくなりつつある。今日、4つの通貨（米ドル、ユーロ、ポンド、円）はすべての都市にある商業ブースにおいて自由に交換可能である一方で、ロシアのルーブルやカザフスタンのテンゲを含む他の通貨は不当な金額を持ちかけることはない個人業者 (闇市場) により売買がなされていた。2003年10月以降の為替制度は「制御された変動金利」という言葉で特徴づけられる。貿易制度の自由化はウズベキスタンにとってIMF金融プログラムへと進むための前提条件となっている。2012年、「闇市場」の為替レートは再び公式のレートよりも急激に高くなり、公式の米ドル=1865スムに対し1米ドル=2850スムとなった （2011年6月時点）。通貨売買を行う業者がバザールの付近で仕事を行うことから、この急激な変化はしばしば「バザール・レート」と呼ばれた。
2017年9月、ミルジヨエフ大統領により通貨スムの交換レートを一本化し、外貨売買の自由化を実施した。それまでは公定レートと闇レートが併存しており、公定レートは1ドル=4,000スム、闇レートは8,000スムだった。これを1米ドル＝8,000スムに統一するとともに、このレートで自由に外貨を買えるようにした。企業は、ウズベキスタンで商品を販売し、スムで得た利益を銀行で外貨に交換し、外国送金できるようになった。 
これまでは、例えば、医薬品や日用品を外国から買い付けるには、闇市場で1米ドル＝8,000スムで外貨を調達して、代金の3割はウズベキスタンから支払い、残りの7割はバルト3国から送金するなどの手段を用いていた。コンプライアンス上も、いろいろ問題があった。 
ただし、ドルが自由に購入できるのは法人だけで、個人ではまだ自由にドルの現金は買えない。個人の場合には、デビッドカードのようなものにドルがチャージされる。4半期当たり5,000ドル、年間2万ドルまで許可されている。外国のホテルなどでは、このチャージされたカードで支払いをすることができるようになっている。
徴税システムとしての政府の銀行システムが未だ健在であるため、税率は依然高いままである。世界銀行やアメリカ合衆国財務省の技術援助部局、UNDPからの技術援助は中央銀行や財務省を市場指向型の財政や金融政策を導入可能な機関へと変貌させるために行われている。

## 農業
ウズベキスタンの農業には労働者全体の約28%が従事しており、GDPの約24%を生み出している (2006年のデータ)。その他の8%は国内の農業生産の過程で生み出される。綿花はかつてウズベキスタンの主要外貨獲得品目であったが、独立以降はその重要性を低下させており、人口の急激な増加に伴い食料安全保障の観点から小麦の生産量が増加している。綿花栽培を行う畑は1990年の200万haから2006年には150万haまで25%減少する一方で、小麦畑は1990年の100万haから2006年には160万haまで1.6倍にまで伸びている。綿花生産量も独立前の10年間の平均500万トンから1995年には年間350万トンにまで減少している。しかし、生産量は減少しているものの、ウズベキスタンの綿花生産量は依然中央アジアの他の国々とアゼルバイジャンを合わせた合計生産量の3倍以上である。綿花の輸出額に占める割合は1990年代前半の約45%から2006年には17%にまで落ち込んでいる。ウズベキスタンは西アジアにおいて黄麻の最大生産国であり、絹 (ウズベキスタンのイカト), 果物、野菜などにおいても非常に生産高が多い。2006年時点において、これら食料製品は輸出額の約8%を占めている。実際にはすべての土地において灌漑により農業が可能であるものの、予算上の制約から独立以降灌漑地の拡大は行われていない。現在の全耕作地の面積は420万haであり、これはソビエト連邦時代に急激な増加を示した後、1990年に記録した数値と変わっていない。
農業に対する政府介入は二つの主要換金作物である綿花と小麦に対し政府が法令に固執していることに現れている。農家はこれらの作物を育てるための領域を確保する義務を負っており、政府が指定した価格で市場の指定業者に販売することが義務付けられている。政府は自動車や航空機、トラクターの生産工場のような資本集約型産業など政府の関心の高い産業に対しては助成を行い、綿花や小麦の世界的な価格よりも低い金額しか支払うことがないため、農業従事者の収入は総じて国全体の平均収入よりも低い。結果、果物や野菜などの品目の値段は需要と供給により決定されるために、多くの農家は政府の法令がなくとも、自身の少ない家計収入の場において換金価値の高い果物や野菜の生産を重点的に行うよう強いられている。農家はより高い値段で取引を行うため、カザフスタンやキルギスとの国境付近において綿花、そして特に小麦の密売を行なっているとされている。
政府が主な換金作物である綿花と小麦が差別的な価格設定を行なっていることは明らかに近年のウシなどの畜産の急激な増加の要因となっている。牛乳や肉の価格は野菜や果物の価格と同じく市場原理に則って上下するためである。国内のウシの頭数1990年の400万頭から2006年には700万頭にまで増加し、実質的にこれらすべての動物は1世帯あたりわずか2 - 3頭が地方の農家により維持されている状態にある。農家で生産した牛乳や肉、野菜の街の市場での売上は農村地域の家族の貴重な収入源となっている。
ソビエト連邦時代に綿花の栽培収穫を助成するため行われたスボートニク (勤労奉仕) の習慣はウズベキスタン独立後も継続されており、学生、医療関係者、公務員は毎年綿花畑に集団で駆り出される。国内報道機関により報道された2007年の記事 (強力に反政府的な主張を行なっている) ではウズベキスタンの綿花が「数多くの貧しい子供により集められた富」として描かれている。

## 天然資源とエネルギー
鉱物と鉱業もまたウズベキスタンの経済において重要な分野である。金は綿花と並び外貨獲得の主要品目であり、非公式には輸出額全体の約20%を占めると見積もられている。ウズベキスタンは世界第7位の金生産国であり、年間約80トンの金を採掘し、世界第4位の金保有国となっている。ウズベキスタンには天然ガスも豊富であり、国内での使用と輸出両方に使用されている。石油と貴重な資源である石炭、鉛、亜鉛、タングステン、ウランは主に国内消費に使用されている。資源は低価格に抑えられており消費者はエネルギーを自発的に節約するという考えが無いため、エネルギー使用の非効率性は一般的に高い。ウズベキスタンはEUのINOGATEエネルギープログラムのパートナーでもあり、4つの鍵となる問題を抱えている。エネルギー安全保障の強化、EUのエネルギー市場原理に基づいたエネルギー市場における国家間の連携、持続可能エネルギーの開発援助、一般的かつ地域的な関心に対しエネルギープロジェクトへの投資を誘致することである。

## 対外貿易と投資

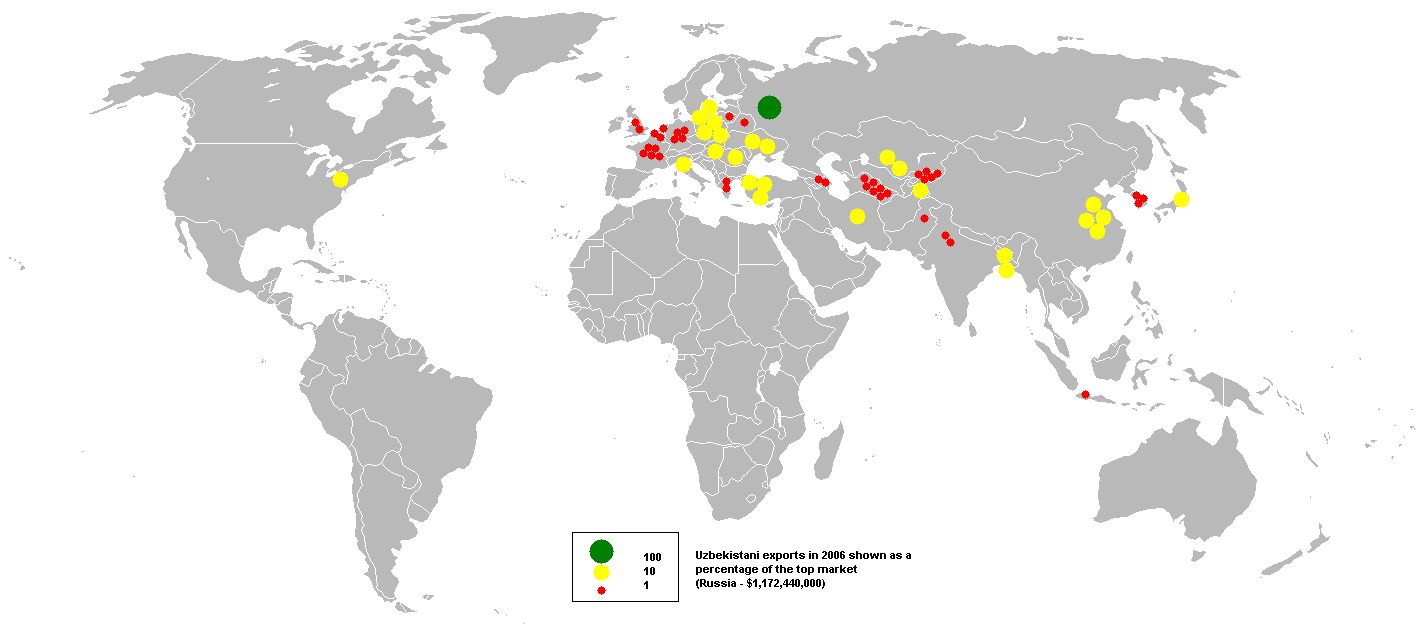
2006年のウズベキスタンの輸出額

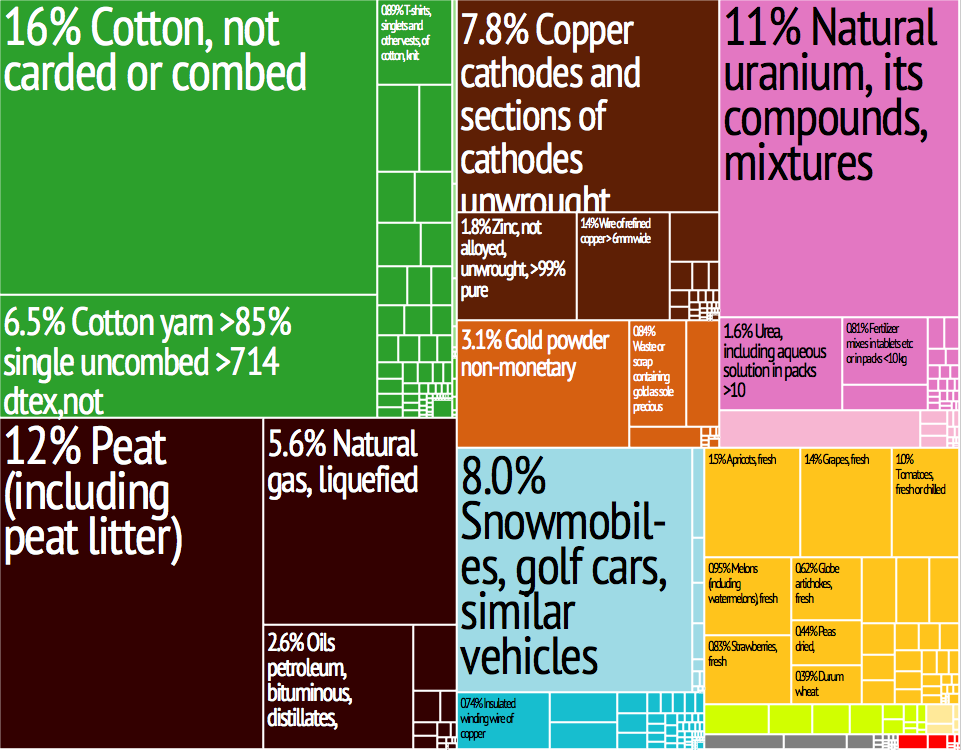
ウズベキスタン製品の輸出額に占める割合を品目ごとに28のカテゴリに分けて表示したもの

ウズベキスタンの対外貿易政策は輸入代替に基づいている。高度に規制された貿易体制に基づいた複数の為替レートを運用するシステムは輸出入において1996年の45億ドルから2002年の30億ドル以下へと貿易額を減らすこととなった。2003年に通貨の安定、自由化に成功したことで2003年以降は輸出入額は急激な増加を示しているが、輸入額はさほど急速には伸びていない。輸出額は2011年までに2倍以上となる155億ドルにまで増加したが、輸入額は65億ドルにとどまっている。これは政府の外貨準備高を維持するために導入された輸入代替政策を反映したものとなっている。厳しい課税、散発的な国境封鎖、そして国境を超える際の「手数料」は消費者製品と資本設備の合法輸入両方に負の影響をもたらしている。ウズベキスタンの農家は収穫時期に量の多いトマトや野菜をカザフスタンで高価格で販売する機会を奪われている。代わりに、彼らは地方の市場において低価格で製品を販売するか、賄賂を国境警備隊と税関職員に払って「輸出」を続けることを強要されている。ウズベキスタンの消費者は通常、キルギスから国境を超えて入ってくる低価格の中国の製品に触れる機会を奪われている。ウズベキスタンの伝統的な貿易相手国は独立国家共同体 (CIS) の国々であり、特にロシア、ウクライナ、カザフスタンといった国々との貿易額は全体の40%以上を占めている。非CIS諸国の国々との関係も重要性を増しており、トルコ、中国、イラン、韓国、EUとの貿易が活発である。2011年時点において、ロシアはウズベキスタンの主要貿易国となっている。
ウズベキスタンは世界通貨基金 (IMF)、世界銀行、アジア開発銀行、欧州復興開発銀行のメンバーである。世界貿易機関においてはオブザーバーの地位にあり、世界知的所有権機関のメンバーでもある。ウズベキスタンは投資紛争解決国際センター、工業所有権の保護に関するパリ条約、標章の国際登録に関するマドリッド協定、特許協力条約にも加盟、合意している。2002年、ウズベキスタンは知的財産保護の欠乏という理由により、再度特別「301」観察リストにのることとなった。 
EBRDの遷移指標によると、ウズベキスタンの投資状況はCIS諸国において悪いままであり、CIS諸国においてウズベキスタンより投資状況の悪い国はベラルーシやトルクメニスタンの2カ国しかない。投資状況の劣悪さは外国投資家による投資の先細りの原因となっている。ウズベキスタンは国民一人ひとりにおける直接投資がCIS諸国最低であると考えられている。ウズベキスタン独立以降、アメリカ合衆国の企業は約5億米ドルを投資してきたが、投資家の信頼の低下、圧力、通貨の兌換性の問題などにより、数多くの国際投資家がウズベキスタンを離れる、もしくは離れることを考慮に入れている。2005年、中央銀行は現地通貨規則を破ったという不明確な証拠のもとに新生銀行Biznes Bankのライセンスを取り消した。このライセンスの取消により急速な破綻を招き、顧客の貯蓄預金は2ヶ月間差し止められた。上記の理由は2ヶ月の期間中、何の関心も示されなかった。2006年、ウズベキスタン政府はニューモント・マイニング (当時最大のアメリカ合衆国の投資企業) をムルンタウ金鉱に関する合弁会社から排除した。ニューモントと政府は後に和解したものの、この行動は外国投資家に対するウズベキスタンのイメージを悪化させることにつながった。政府は同様のことをイギリス企業のOxus Miningに対しても試みた。アメリカの電気通信会社Coscomは他の外国企業と行なっていた合弁会社の株式を売り払った。GMの韓国の子会社であるGM-DATはウズベキスタンにおいて2年以上ビジネスを行なっている唯一の有名企業である。この企業はウズデウオートと、韓国車種の自動車を輸出用及び国内用に組立を行うジョイントベンチャーを行うことで合意した。他に大規模なウズベキスタンへの投資を行なっているアメリカ合衆国としては綿花栽培トラクター製造を行うケースIHがある。コカコーラはタシュケント、ナマンガン、サマルカンドに生産工場を置いている。テキサコはウズベキスタンの市場において販売される潤滑油の製造を行なっている。また、ベイカー・ヒューズは石油や天然ガスの開発を行なっている。

## 銀行
ウズベキスタンの銀行は大部分を国が支配する地方経済においてその合理的で安定した能力を示している。銀行部門の安定性は現在急速な経済成長と外部の金融市場との接触の少なさ、政府の強力な外部財政事情により支えられている。しかし、銀行部門はその企業統治性の低さやリスク管理意識の低さ、近年の急速な資産増加、直接投資と買収問題を抱える資産から想定される経済危機に対する備えが脆弱なままである。銀行の外国為替義務、具体的には貿易金融の際に生じる為替は外国為替に対する制限のために特に脆弱である。
フィッチ・レーティングスによると、経済傾向に反するように、資産の質の低下という著しいリスクが存在する。ベースとなるのは主に短期であり、企業の当座預金が大部分を占めている一方で、小口預金口座は預金合計額の25%に過ぎない。長期的な資金調達は財務省とその他の省庁により提供され、これは銀行部門の負債において大きな割合を占めている。外国国債の割合は小さく、負債合計の約10%にすぎない。また、借入金に対する計画も適切なものとなっている。金融市場の流動性の管理は市場経済の成長途上のため制限されており、一般的に銀行は貸借対照表に従い実質的な現金準備を決算で保有する傾向にある。資本の質は信用不安認識に対する保守的な規制要件の少なさ、そして非中核的な資産への投資の場合譲歩されることがある。

## 各種データ
家計収入もしくは消費の占める割合
- 下位10% 2.8%
- 上位10% 29.6% (2003年)

所得分配 - ジニ係数
36.8 (2003)
農業生産品目
綿花、野菜、果物、穀物、家畜
産業生産成長率
6.2% (2003年)
電気
- 生産 47.7 TWh (2002年)
- 消費 46.66 TWh (2002年)
- 輸出 4.5 TWh (2002年)
- 輸入 6.8 TWh (2002年)

電気の生産元種別
- 火力発電 88.2%
- 水力発電 11.8%
- その他 0% (2001)
- 原子力発電 0%

石油
- 生産 143,300バレル (22,780 m3)/日 (2004年)
- 消費 142,000バレル (22,600 m3)/日 (2001年)
- 輸出 不明
- 輸入 不明
- 埋蔵量 297,000,000バレル (47,200,000 m3) (2002年1月1日)

天然ガス
- 生産 631億m³ (2001年)
- 消費 452億m³ (2001年)
- 輸出 179億m³ (2001年)
- 輸入 0 m³ (2001年)
- 埋蔵量 9,373億m³ (2002年1月1日)

経常収支
30.45米ドル (2007年)
輸出 - 品目別
綿花 17.2%, エネルギー関連 13.1%, 金属 12.9%, 機械設備 10.1%, 食品 7.9%, 化学製品 5.6%, サービス 12.1%(2006年)
輸入 - 品目別
機械設備 40.3%, 化学製品 15.0%, 金属 10.4%, 食品 8.1%, エネルギー関連 4.3%, サービス 9.1% (2006年)
外貨準備高
56億米ドル (2007年12月)
換金率
UZS (対米ドル) - 1,865 (2012年初頭)
UZS (対ユーロ) - 2,900
現在の経済成長 (2009年度の半年間)
- GDP成長率 +8,2%
- 工業生産規模 +9.1%
- 農業生産規模 +4,6%